# Ohio Impromptu
Ohio Impromptu ist ein kurzes Stück („playlet“) von Samuel Beckett. Beckett schrieb es 1980. Ursprünglich sollte es ein Gefallen für Stanley E. Gontarski sein, der Beckett um ein Stück gebeten hatte, das auf einem akademischen Symposium zu Ehren von Becketts fünfundsiebzigstem Geburtstag in Columbus, Ohio aufgeführt werden sollte. Beckett war es unangenehm, eine Auftragsarbeit zu erledigen, und er rang neun Monate mit dem Stück, bevor es schließlich fertig war. Es wurde am 9. Mai 1981 am Drake Union, Stadium 2 Theater in Ohio unter der Regie von Alan Schneider und mit David Warillow als „Reader“ und Rand Mitchell als „Listener“ uraufgeführt. Erika und Elmar Tophoven übersetzten das Stück ins Deutsche. Diese Übersetzung steht auch unter dem Einfluss der von Beckett selbst verfassten Übertragung des Stücks ins Französische.
„Es ist das erste Stück von Beckett, das einen Doppelgänger auf der Bühne zeigt, ein weiteres Beckett-Paar, aber diesmal im Sinne eines Spiegelbildes; es stammt aus Becketts Geister-Phase, in der Phantome auf der Bühne gezeigt werden, die die gespenstische Natur von Erinnerung und Nostalgie widerhallen lassen.“

## Handlung

### Figuren und Handlungsablauf
Zwei alte Männer sitzen einander an einem rechtwinkligen Tisch über Eck gegenüber. Sie sind „[i]m Aussehen einander so ähnlich wie möglich“, beide tragen lange schwarze Mäntel und haben langes weißes Haar. Der Tisch und auch die Stühle sind weiß. Die Figur Hörer sieht in Richtung des Publikums, aber sein Kopf ist herabgebeugt, sodass sein Gesicht verdeckt ist. Die Haltung der anderen Figur, Leser ist gleich bis auf den Unterschied, dass dieser ein Buch vor sich hat, das auf den letzten Seiten geöffnet ist. Ein einziger „[s]chwarzer, breitkrempiger Hut“ befindet sich auf dem Tisch. Die Figuren „könnten von Rembrandt ausgeliehen sein“ oder aus Gerard ter Borchs Gemälde „Vier spanische Mönche“, allerdings hat Beckett selbst kein spezielles Bild als Inspiration angegeben. Auch Edgar Rubins Vordergrund-Hintergrund-Experimente werden als mögliche Inspirationsquelle genannt.
Sobald Leser zu lesen beginnt, pocht Hörer mit seiner linken Hand auf den Tisch, sodass Leser sich unterbricht, und den letzten vollständigen Satz wiederholt, um auf das nächste Klopfen zu warten, bevor er erneut beginnt. Das geht so während des gesamten Lesens und erinnert an „Krapps genussvollen Umgang mit ausgewählten Passagen seiner Tonbänder“ in Becketts Stück Das letzte Band.
„An einer Stelle hält Hörer Leser davon ab, zu einer vorigen Seite umzublättern, auf welche der Text verweist, und an einer anderen Stelle pausiert Leser an einer scheinbar grammatisch fehlerhaften Textstelle, sagt ‚Ja‘ – seine Stegreifanmerkung in promptu – und liest sie erneut.“ Bis auf dieses eine Wort spricht er genau den Text, der in dem Buch abgedruckt ist.
Hörer lässt Leser den letzten Satz seiner Geschichte wiederholen und dann wird das Buch geschlossen. „Es bleibt nichts mehr zu sagen“. Listener klopft noch ein letztes Mal, aber es gibt nichts mehr vorzulesen. Die zwei schauen einander starrend an, bis das Licht abgeblendet wird.

### Die Erzählung
In der Vergangenheitsform geschrieben wird die Geschichte von einem Menschen erzählt, vielleicht von Hörer selbst, der „bei einem letzten Versuch, Linderung“ vom Verlust eines nahestehenden Menschen zu erhalten, zur Schwaneninsel geht, wo die beiden niemals gemeinsam gewesen waren. Damit missachtet er die Warnung, die ihm gegeben worden war, als „das geliebte Gesicht“ ihm im Traum erschienen waren: „Bleib, wo wir so lange allein zusammen gewesen, mein Schatten wird dich trösten.“
Er erkennt bald, dass er einen fürchterlichen Fehler gemacht hat. „Die vertraute Umgebung hätte ihn durch ihre Verbindung mit der verlorenen Person besänftigen und beruhigen können, aber eine ungewohnte Umgebung betont sein totales Verlustgefühl. In seinem Trauerzustand verschwört sich alles, um ihn an das zu erinnern, was er verloren hat.“ Es bleibt unklar, warum es ihm unmöglich ist, zurückzugehen und diesen Fehler rückgängig zu machen. Er wird von einer alten Angst vor der Nacht heimgesucht. Daran hatte er zum letzten Mal vor so langer Zeit gelitten, „als ob es sie nie gegeben“ hätte. Infolgedessen stellt er fest, dass er nicht schlafen kann.
Eines Nachts allerdings, als er mit seinem Kopf auf den Armen aufgestützt dasitzt und am ganzen Körper zittert, erscheint aus dem Nichts ein Mann. Er erklärt, dass er von der Angehörigen gesandt sei, ihm Trost zu bringen. Dabei zieht er „ein abgegriffenes Buch aus der Tasche seine langen schwarzen Mantels, [setzt] sich hin und [liest], bis es [graut]“, wonach er ohne ein weiteres Wort verschwindet. Wir erfahren, dass es sich um eine „traurige Geschichte“ handelt, aber mehr nicht. Dies wiederholt sich Nacht um Nacht, der Mann erscheint „unangemeldet“, fängt ohne Vorrede an zu lesen und verschwindet zur Morgendämmerung „wortlos“.
Schließlich bestimmt die verlorene Person, dass dies lang genug gewährt hat. Nachdem der Mann seine Lesung ein letztes Mal beendet hat, bleibt er da und erklärt, dass dies sein letztes Erscheinen sei; ihm wurde gesagt, dass seine Tröstung nicht länger notwendig sei und er nicht länger ermächtigt sei wiederzukehren, selbst wenn er wollte. Für eine Weile noch sitzen die beiden, die durch die vielen Nächte hindurch „gleichsam eins“ wurden, in der Stille, „versunken in wer weiß was für Tiefen des Geistes [...] wie versteinert“.
David Warrilow erinnert sich an Becketts Rat, als er die Rolle übernahm: „Nun, der hilfreichste Hinweis, den mir Beckett von Anfang an beim Ohio Impromptu gab, war, es wie eine Gutenachtgeschichte zu behandeln und es beruhigend zu erzählen“.

## Biographische Einblicke
Beckett nahm oftmals biographische Ereignisse aus seinem eigenen Leben und entledigte sie aller biographischen Details, indem er nur ein blankes Minimum von Sprache und Thema übrig ließ.
„Beckett arbeitete eine Zeit lang als Amanuensis für James Joyce ... die beiden Männer pflegten in den dreißiger Jahren gemeinsam auf der Île de cygnes spazieren zu gehen und ... Joyce trug einen Quartier-Latin-Hut [wie er auch im Stück erwähnt wird.]“ Beckett bestätigte diese Details während eines Abendessens mit seinem Biographen James Knowlson. Knowlson erwähnte dabei, dass er Leute von dem „geliebte[n] Gesicht“ habe sagen hören, dass es das Gesicht von Joyce sei. Knowlson glaubte, es handele sich in Wirklichkeit um eine Frau, und Beckett stimmte ihm zu: „Es ist Suzanne ... Ich habe sie mir so oft nach ihrem Tod vorgestellt. Ich habe mir sogar vorgestellt, wie ich mich zu ihren Grab schleppe“ „Als er Ohio Impromptu schrieb, war [seine Frau] achtzig Jahre alt und sie waren nichtsdestotrotz (obwohl sie für einige Zeit getrennt gelebt hatten) über vierzig Jahre lang ein Paar“ und „an die sterbende Suzanne zu denken war für ihn unerträglich“.
Die Figur in der Geschichte im Stück wird ebenso wie Beckett selbst von Nachtangst und Schlaflosigkeit heimgesucht. Sein ganzes Leben hindurch litt Beckett unter Albträumen. „Möglicherweise war seine Schlaflosigkeit von seiner Mutter her vererbt, die auch unter den gleichen Beschwerden litt.“ In den dreißiger Jahren begann Beckett auch, Panikattacken durchzumachen. „Die schlimmste dieser Attacke war ein Erstickungsgefühl, das ihn oft überkam, wenn er bei Einbruch der Nacht in seinem Zimmer war.“
Der Titel des Stücks ist kommentierungsbedürftig. Ohio Impromptu ist ein „unverschnörkelt deskriptiver Titel, der Gelegenheit und Genre bezeichnet – Impromptu nach Art der metatheatralischen, selbstreflexiven Art Etüden von Molière und Giraudoux – oder auch wie die als Impromptu bezeichneten, komplizierten kleinen Solostücke für Klavier von Schubert, Chopin und Schumann“. „Indem es ein Impromptu verspricht – eine Darbietung ohne jegliche Vorbereitung – unterwandert das Stück sein eigenes Versprechen, wenn es dann einem Text folgt, der keine unvorbereitete Komposition, keine Improvisation der Schauspieler zulässt“.

## Interpretation
Die Kritiken unterscheiden sich in ihren Interpretationen in der Frage, wer oder was Leser ist: ob es sich um eine Erscheinung handelt, um Hörers Alter Ego oder einen anderen Aspekt seines Geistes. Jedenfalls ist die nächtliche Lesung ein wesentlicher Bestandteil von Hörers Heilungsprozess. Die Beckett-Spezialistin Anna McMullan stellt fest, dass „sowohl in Rockaby als auch in Ohio Impromptu der Text zu einem Übergangsritus wird, der eine Veränderung von Verlust hin zum Trost bewirkt, von Leben zu Tod und von Sprechen zu Schweigen.“ In Rockaby war die Frau nach dem Tod ihrer Mutter im Haus der Familie geblieben; Hörer entschied sich, wegzulaufen.
„Wie schon in Company kehrt der Autor wieder zu einem Thema zurück, dass er schon mehrmals dargestellt hat: dass Einsamkeit und Sehnsucht nach gewisser Zeit zu persönlich sind, als dass sie mit anderen geteilt werden könnten.“ „Das Bild der Seine mit ihren beiden Armen, die ineinander fließen, nachdem sie sich getrennt haben, wenn sie die Insel umfließen ... ist ein Schlüssel für die Bedeutung des Stücks. Denn in seinem emotionalen Zentrum liegen Traurigkeit, Verlust und Einsamkeit, die von einer Erinnerung an Zweisamkeit kontrastiert werden“. Warum also geht der Mann zu der Insel, statt sie zu meiden? Der Ort könnte für die Person Beckett eine spezielle Bedeutung gehabt haben, aber der Autor Beckett wählte sie wohl mehr wegen ihrer geographischen Erscheinung: die beiden Flussarme, die ineinanderfließen und auch der Umstand, dass eine kleinere Kopie der Freiheitsstatue auf der Insel steht, welche die (wörtliche) Neue Welt repräsentieren, in der Ohio liegt und die neue Welt im übertragenen Sinne, in die sich der Mann bewegt.
Die Anordnung der Figuren ähnelt „den Figuren, die im frühen zwanzigsten Jahrhundert verwendet wurden, um die Prinzipien der Gestaltpsychologie zu belegen.“ Das geteilte Selbst ist ein allgemeiner Zugang zur Interpretation vieler Texte Becketts, der auf Das letzte Band, Tritte, Damals und auch auf Warten auf Godot angewandt wurde.
Beckett könnte an seine eigene Frau gedacht haben, als er das Stück schrieb, aber er benennt niemals den Namen oder das Geschlecht der verlorenen nahestehenden Person genauer. Dies gibt dem Text eine zusätzliche Tiefe. Der Mann könnte auch um seinen Vater, oder – wahrscheinlicher, wenn man Becketts andere Werke bedenkt – seine Mutter trauern. Auch dagegen, dass es sich um einen männlichen Partner handelt, spricht nichts, weswegen auch eine homoerotische Lesart von Becketts Werk verbreitet ist.
Was Leser betrifft, hat Gontarski argumentiert, dass hier eine Dramatisierung des „elementaren kreativen Vorgangs“ zu sehen sei, der „schon in Damals angedeutet wurde, wo der Protagonist der Erzählung A sich als Jugendlicher versteckte, um sich eine Unterhaltung auszudenken, um nicht allein zu sein“.
Andere schlagen vor, dass Leser ein von Hörers „geliebtem Gesicht“ gesandter Schatten ist, eine Art gespensterhafter Bote, der ihm bei der Trauerarbeit helfen soll. In einem sehr frühen Entwurf des Stücks dachte Beckett an einen „Geist, der aus der Unterwelt zurückkehrt, um auf einer Konferenz zu sprechen“.
„Die Erzählung deutet das Bild der Bühne voraus, ohne es aber nachzubilden oder vorwegzunehmen“. „Der Text erzählt, dass die Figuren ‚versunken in wer weiß was für Tiefen ihres Geistes‘ verharren. Auf der Bühne jedoch erheben sie ihre Köpfe um einander in bedeutungsvollen Sinnen zu betrachten.“ Deshalb ist es plausibel, dass die beiden Männer auf der Bühne nicht die beiden Männer aus der Geschichte sind. „Wie ein Autor fordert Hörer mitunter die Wiederholung eines Satzes ein, aber Leser hat seinen eigenen Fahrplan, gemäß dem er jeden Satz auch ungebeten mindestens einmal wiederholt.“ Ein Umstand, der nahelegt, dass dies tatsächlich nicht der Fall ist, ist die Tatsache, dass nur ein einziger Hut vorhanden ist.
Nachdem die Geschichte ausgelesen ist und das Buch geschlossen ist, pocht Hörer noch einmal, das Signal, noch einmal dort zu beginnen, wo Leser angefangen hatte. „Was sagen Worte, wenn nichts mehr zu sagen bleibt?“ Beckett war besessen von dem Wunsch, etwas zu erschaffen, was er „Literatur des Nichtworts“ ("literature of the unword") nannte, und dies ist wohl eines der besten Beispiele für diese Bemühung.

### Beckett on Film
Im Beckett-on-Film-Projekt ermöglichten moderne kinematographische Techniken, dass Leser und Hörer vom gleichen Schauspieler verkörpert werden konnten, entsprechend Becketts Regieanweisung, beide Figuren sollten einander „im Aussehen einander so ähnlich wie möglich“ sein. Damit folgt diese Verfilmung der Interpretation, dass beide Figuren Elemente einer einzigen Persönlichkeit seien. Im Text sehen die beiden einander nur ganz zum Schluss in die Augen, aber in dieser Verfilmung haben sie während des gesamten Stücks immer wieder Blickkontakt.
Anna McMullan moniert, dass diese Interpretation von Ohio Impromptu „ein weiteres Mal von einem psychologisierenden Zugang geleitet ist, da Jeremy Irons beide Partien spielt und der ‚Geist‘ zur Morgendämmerung verblasst“.

## Originalstellen
1. ↑  “[a]s alike in appearance as possible”, Beckett, S., Collected Shorter Plays of Samuel Beckett (London: Faber and Faber, 1984), S. 285
2. ↑  “Listener”
3. ↑  “Reader”
4. ↑  “[b]lack wide-brimmed hat”
5. ↑  “Nothing is left to tell”, S. 288
6. ↑  “last attempt to obtain relief”, S. 285
7. ↑  “Stay where we were so long alone together, my shade will comfort you.”, S. 286
8. ↑  “as if never been.”, S. 286
9. ↑  “a worn volume from the pocket of his long black coat and [reads from it] till dawn”, S. 286
10. ↑  “sad tale”, S. 287
11. ↑  “unheralded”
12. ↑  “without preamble”
13. ↑  “without a word.”S. 287
14. ↑  “loved one”
15. ↑  “to be as one”, S. 287
16. ↑  “profounds of mind … as though turned to stone.”, S. 288
17. ↑  “dear face” S. 286